# Tomášovská Belá

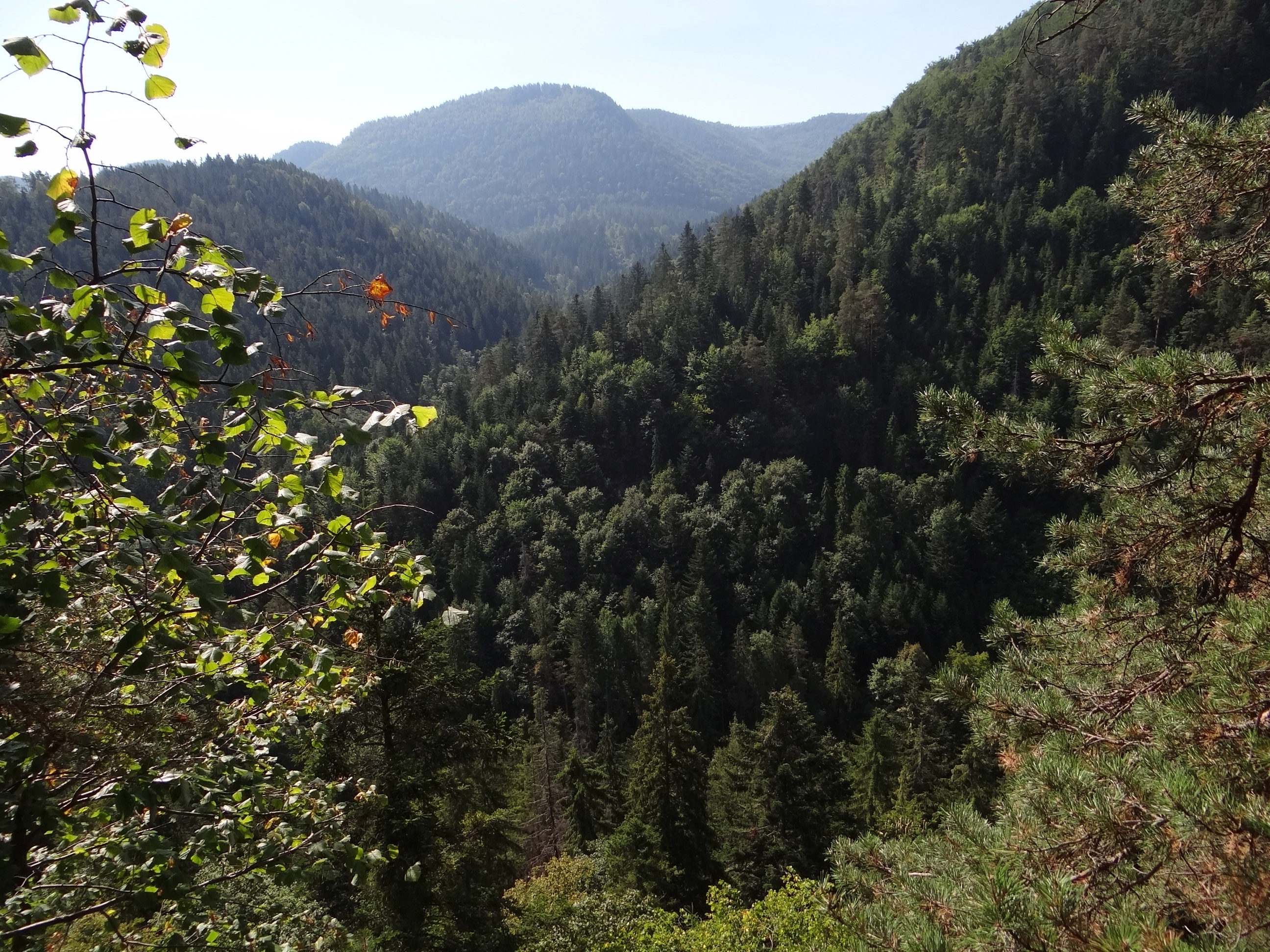
Widok na dolinę z galerii Tomášovský výhľad

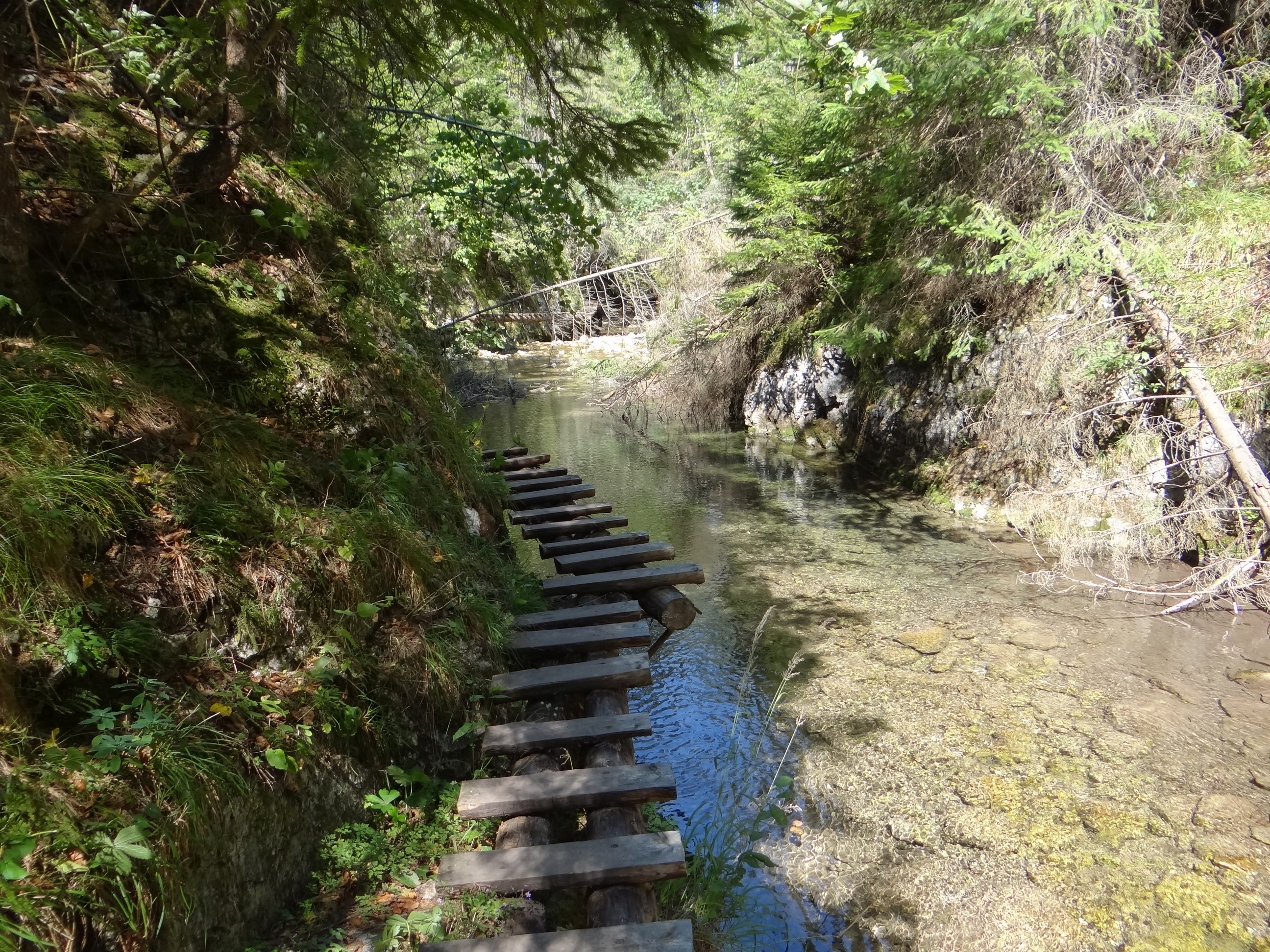
Fragment szlaku turystycznego

Tomášovská Belá – jedna z najdłuższych dolin w Słowackim Raju. Ma długość 9 km, jest głęboka i wąska, a jej dnem spływa Biely potok uchodzący do Hornadu. Jego zlewnia obejmuje część płaskowyżów Glac i Geravy oraz grzbiet z wierzchołkami Zadný Turník (933 m) i Jabloň (988 m). Dolina ma swój początek na wysokości około 900 m n.p.m. w północnej części Słowackiego Raju i poprzez zbiornik wodny Klauzy opada w północno-wschodnim kierunku. Uchodzi do Hornadu na wysokości około 510 m, tuż naprzeciwko skalnej galerii Tomášovský výhľad. Ma kilka bocznych odnóg, turystyczne znaczenie mają dwie z nich: Kyseľ i Sokolia dolina. Do obydwu z nich prowadzą jednokierunkowe szlaki turystyczne. Szlak do Sokoliej doliny zaczyna się w Tomášovskiej Belej, dawniej również tutaj miał początek jednokierunkowy szlak do Kyseľa, jednak po pożarze w dniach 16 i 17 lipca 1976 odcinek ten zamknięto ze względu na zagrożenie spadającymi drzewami i skałami, udostępniając trasę zastępczą w górnej części wąwozu.
Tomášovská Belá jest całkowicie porośnięta lasem, ale w jej zboczach nad potokiem w wielu miejscach wystają skały i strome wapienne ściany. Przez całą długość doliny prowadzi znakowany szlak turystyczny. Miejscami wiedzie on zboczami doliny w pobliżu potoku, a miejscami bezpośrednio korytem potoku lub jego kamieniskiem zawalonym drzewami, których nikt tutaj nie usuwa. Szlak turystyczny wielokrotnie przekracza potok metalowymi kładkami. W wielu miejscach przejście nad potokiem poprowadzono poziomym kładkami wykonanymi z drewnianych drabin (przez Słowaków nazywanych „stupaczkami”). Przy wysokim stanie wody przejście może być bardzo trudne i trwać znacznie dłużej.
W zboczach Tomášovskiej Belej znajdują się dwie jaskinie: Medvedia jaskyňa, w której znaleziono kości niedźwiedzia jaskiniowego oraz Zlatá diera, w bagnistym dnie której kiedyś wydobywano grudki złota. Jaskinie te są jednym z krasowych wytworów Słowackiego Raju. Podziemne labirynty jego jaskiń nie zostały jeszcze do końca dokładnie przebadane.  
Cała Tomášovská Belá znajduje się w Parku Narodowym Słowacki Raj, ponadto jej niektóre fragmenty są objęte dodatkową ochroną, znajdują się bowiem w granicach rezerwatów przyrody Kyseľ i Holy kameň.
Szlak turystyczny
  rozdroże Pod Tomášovským výhľadom –  Kyseľ, ústie – Sokolia dolina, ústie – Klauzy – Predný Hýľ – Veľka poľana (Geravy) – Geravy – Dedinky.